# Сендзейовиці-Кольонія
Сендзейовиці-Кольонія (пол. Sędziejowice-Kolonia) — село в Польщі, у гміні Сендзейовиці Ласького повіту Лодзинського воєводства.
Населення — 386 осіб (2011).
У 1975-1998 роках село належало до Серадзького воєводства.

## Демографія
Демографічна структура станом на 31 березня 2011 року:
|          | Загалом | Допрацездатний вік | Працездатний вік | Постпрацездатний вік |
| -------- | ------- | ------------------ | ---------------- | -------------------- |
| Чоловіки | 189     | 42                 | 137              | 10                   |
| Жінки    | 197     | 41                 | 126              | 30                   |
| Разом    | 386     | 83                 | 263              | 40                   |